# Jessie Malakouti

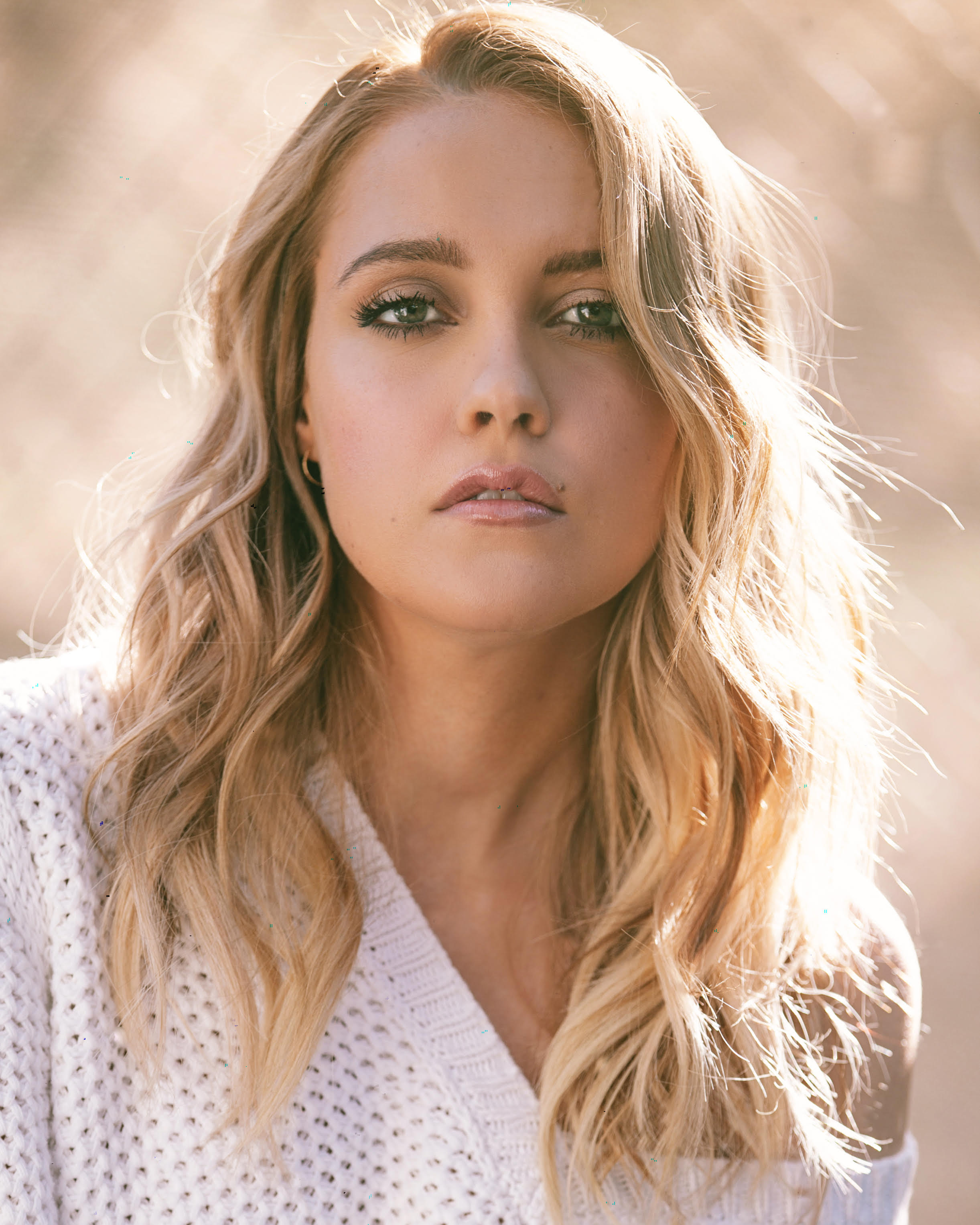
Jessie Malakouti em 2020

Jessica Eden Malakouti, conhecida profissionalmente como Jessie Malakouti, é uma cantora e compositora, atriz e dançarina. Atualmente é membro da Jessie and the Toy Boys.

## Biografia
Jessie Malakouti começou sua carreira profissional atuando como uma dançarina com 15 anos no circuito de teste de Hollywood. Ela apareceu em vários vídeos musicais e comerciais através de sua adolescência.
Em 2006 Malakouti começou a escrever canções e tocar ao vivo. Uma de suas músicas apareceu em uma variedade de mídias entre 2007-2008; "Watch Me Rain" participou da trilha sonora do filme da MTV "Sweet 16" e "Welcome to My Party" apareceu em 2008 nos filmes "Positive Girl" e Baby Mama. Em 27 de março de 2008 foi anunciado em sua página MySpace que Jessie seguiria carreira solo.
Em 2008 Malakouti lançou seus 2 singles "Trash Me" e "Outsider", que apareceram na série da MTV, The Hills. As canções também foram lançado de forma independente como vídeos de música e downloads digitais. Ela é compositora pela EMI e trabalhou durante um tempo em Los Angeles e Londres em seu primeiro álbum solo.
Em junho de 2010 Jessie anunciou que tinha formado uma nova banda chamada "Jessie and the Toy Boys" com quatro manequins como os membros de sua banda. O Blog de música Pop Popjustice foi a primeira a transmitir trechos de áudio das músicas de Jessie and the Toy Boys.
No início de 2011, Jessie e os Boys Toy lançou a canção "We Own the Night" que foi e está sendo usada pela rede de televisão The CW em seus comerciais. Jessie and the Toy Boys lançou em feverairo seu primeiro single "Push It", que está atualmente na #7 posição na Billboard.
Em 14 de junho de 2011, Jessie and the Toy Boys lançou seu mais novo EP intitulado Show Me Your Tan Lines.
A partir do dia 16 de junho de 2011 Jessie and the Toy Boys entraram em turnê com a Britney Spears na Femme Fatale Tour fazendo o ato de abertura junto com The Nervo e Nicki Minaj.

## Controvérsia
Foi amplamente divulgado que o single "If U Seek Amy" da Britney Spears foi fortemente influenciada pelo single "Trash Me" da Jessie Malakouti, com a chave, progressão de acordes, BPM, e melodias de ambas as músicas são idênticas. Em 16 de novembro de 2008 o gloggeiro Perez Hilton postou uma história afirmando que os produtores de Britney tinham "roubado" a música do Malakouti, e que "As semelhanças eram demais para ser ignoradas." Malakouti comentou sobre a situação para a "Company's Magazine" na edição de janeiro 2010, afirmando: "eu li no Perez Hilton que Britney havia gravado uma canção que soava exatamente como uma música que eu escrevi e fiquei chocada por que eu tinha escrito "Trash Me" para o álbum da Britney Blackout, mas decidi mantê-la para mim... Eu culpo os escritores, em vez do que ela. Senti-me traída na época, mas agora é bom saber que essa comparação é um elogio enorme".

## Discografia
Álbuns de estúdio
- This is How Rumors Start (2011)[8]

EP
- Show Me Your Tan Lines (2011)

### Singles
1. "Trash Me" (2008)
2. "Outsider" (2008)
3. "Standing Up for the Lonely" (2009)
4. "Push It" feat. Yelawolf (2011)